# 関根彩
関根 彩（せきね あや、1978年（昭和53年）4月12日 - ）は、日本の体操選手。

## 経歴・人物
群馬県出身。藤村女子高等学校在学中に、1996年アトランタオリンピックに出場した。